# Prințul George, Duce de Cambridge
Prințul George, Duce de Cambridge (George William Frederick Charles; 26 martie 1819 – 17 martie 1904) a fost membru al familiei regale britanice, nepot pe linie masculină a regelui George al III-lea al Regatului Unit. A devenit Duce de Cambridge în 1850.

## Biografie
Prințul George s-a născut la Casa Cambridge din Hanovra, Germania. Tatăl lui a fost Adolphus, Duce de Cambridge, al 10-lea copil  și al 7-lea fiu al regelui George al III-lea al Regatului Unit și a reginei Charlotte de Mecklenburg-Strelitz. Mama lui a fost Prințesa Augusta de Hesse-Cassel.
A fost botezat la Casa Cambridge la 11 mai 1819 de reverendul John Sanford. Nașii lui au fost Prințul Regent (reprezentat de Ducele de Clarence și St Andrews), Ducele de Clarence și St Andrews (reprezentat de contele de Mayo) și Charlotte a Marii Britanii (reprezentată de contesa de Mayo).